# 149-я истребительная авиационная дивизия ПВО
149-я истребительная авиационная дивизия ПВО (149-я иад ПВО) — соединение Военно-Воздушных сил (ВВС) вооружённых сил СССР в Советско-японской войне, вошедшая в состав ВВС России.

## Наименования
- 149-я истребительная авиационная дивизия ПВО;
- 149-я истребительная авиационная дивизия;
- 149-я истребительно-бомбардировочная авиационная дивизия;
- 149-я авиационная дивизия истребителей-бомбардировщиков;
- 149-я бомбардировочная авиационная дивизия;
- 149-я смешанная авиационная дивизия;
- Полевая почта 45190.

## Создание дивизии
149-я истребительная авиационная дивизия сформирована как дивизия ПВО в июне 1942 года.

## Переименование дивизии
- 149-я истребительная авиационная дивизия ПВО 29 января 1952 года передана в состав ВВС и получила наименование 149-я истребительная авиационная дивизия.
- 149-я истребительная авиационная дивизия 1 сентября 1960 года вошла в состав истребительно-бомбардировочной авиации ВВС и получила наименование 149-я истребительно-бомбардировочная авиационная дивизия.
- 149-я истребительно-бомбардировочная авиационная дивизия 11 ноября 1976 года получила стала именоваться как 149-я авиационная дивизия истребителей-бомбардировщиков.
- В июле 1982 года 149-я авиационная дивизия истребителей-бомбардировщиков была передана в бомбардировочную авиацию с последующим перевооружением на самолёты Су-24 и получила наименование 149-я бомбардировочная авиационная дивизия.
- В 1992 году 149-я бомбардировочная авиационная дивизия переименована в 149-ю смешанную авиационную дивизию

## В действующей армии
В составе действующей армии:
- с 9 августа 1945 года по 3 сентября 1945 года

## Командиры дивизии
| Звание              | Ф. И. О.                         | Период                  |
| ------------------- | -------------------------------- | ----------------------- |
| Майор, Подполковник | Червяков Ефим Степанович         | 27.07.1942 — 14.09.1943 |
| Полковник           | Козлов Михаил Васильевич (погиб) | 14.09.1943 — 07.06.1946 |
| Полковник           | Фесенко Михаил Ильич             | 1965 — 1970             |
| Полковник           | Воронцов Алексей Михайлович      | 1970 — 1973             |
| Полковник           | Масалитин Пётр Николаевич        | 1973 — 1977             |
| Полковник           | Герасимов Юрий Викторович        | 1977 — 1980             |
| Полковник           | Кушнерук Борис Иванович          | 1980 — 1985             |
| Полковник           | Зубарев Николай Владимирович     | 1985 — 1987             |
| Полковник           | Мороховец Николай Владимирович   | 1987 — 1992             |
| Полковник           | Чёрный Виктор Петрович           | 1992 -                  |

## В составе объединений
| Дата            | Фронт (округ)                 | Армия                     | Корпус                                     |
| --------------- | ----------------------------- | ------------------------- | ------------------------------------------ |
| 01.08.1942 года | ПВО                           | Дальневосточная зона ПВО  |                                            |
| 01.04.1945 года | ПВО                           | Приамурская армия ПВО     | 3-й корпус ПВО                             |
| 03.09.1945 года | ПВО                           | Приамурская армия ПВО     | 3-й корпус ПВО                             |
| 01.07.1946 года | Дальневосточный округ ПВО     |                           | 1-й истребительный авиационный корпус ПВО  |
| 20.02.1949 года | Дальневосточный округ ПВО     |                           | 65-й истребительный авиационный корпус ПВО |
| 29.01.1952 года | Дальневосточный военный округ | 54-я воздушная армия      |                                            |
| 29.01.1952 года | Дальневосточный военный округ | 54-я воздушная армия      | 55-й истребительный авиационный корпус     |
| 23.05.1955 года | Северная группа войск         | 37-я воздушная армия      |                                            |
| 01.07.1964 года | Северная группа войск         | ВВС Северной группы войск |                                            |
| 01.04.1968 года | Северная группа войск         | 4-я воздушная армия       |                                            |
| 01.08.1980 года | Северная группа войск         | 4-я воздушная армия ВГК   |                                            |
| 04.06.1992 год  | Ленинградский военный округ   | 76-я воздушная армия      |                                            |

## Участие в операциях и битвах
Части дивизии выполняли задачи по прикрытию от ударов с воздуха городов Хабаровск, Комсомольск-на-Амуре, Николаевск, а также объектов, коммуникаций тыла, районов сосредоточения и группировок войск 2-го Дальневосточного фронта. Часть сил привлекалась в Сунгарийской и Южно-Сахалинской операциях.
- Советско-японская война (частью сил):
  - Сунгарийская наступательная операция — с 9 августа 1945 года по 2 сентября 1945 года.
  - Южно-Сахалинская операция — с 11 августа 1945 года по 25 августа 1945 года.

## Боевой состав вСоветско-японской войне
- 3-й истребительный авиационный полк ПВО
- 18-й истребительный авиационный полк ПВО
- 60-й истребительный авиационный полк ПВО
- 400-й истребительный авиационный полк ПВО

## Состав дивизии
| Полк                                             | Период                     | Примечание                                                                            |
| ------------------------------------------------ | -------------------------- | ------------------------------------------------------------------------------------- |
| 3-й истребительный авиационный полк              | 05.05.1945 — 09.09.1992 г. | расформирован вместе с дивизией                                                       |
| 18-й истребительный авиационный полк             | 08.08.1942 — 01.05.1992 г. | 15.10.1981 г. переименован в 89-й апиб, расформирован вместе с дивизией               |
| 60-й истребительный авиационный полк ПВО         | 08.08.1942 — 01.11.1948    | передан в состав Отдельной Дальневосточной армии ПВО                                  |
| 400-й истребительный авиационный полк ПВО        | 01.05.1945 — 02.1946       | расформирован в составе дивизии                                                       |
| 582-й истребительный авиационный полк            | 20.02.1949 — 01.06.1955    | прибыл из 249-й иад на замену 60-го иап, передан в состав 239-й иад                   |
| 42-й гвардейский истребительный авиационный полк | 01.06.1955 — 10.07.1992    | прибыл из 239-й иад на замену 582-го иап, расформирован в составе дивизии в 1992 году |

| МиГ-17 | МиГ-15 | МиГ-17 |

## Боевой состав на 1988 год
- 42-й гвардейский бомбардировочный авиационный полк
- 3-й бомбардировочный авиационный полк
- 89-й бомбардировочный авиационный полк

## Боевой состав на 1998 год
- 67-й бомбардировочный авиационный полк
- 722-й бомбардировочный авиационный полк
- 98-й гвардейский разведывательный авиационный полк

## Базирование дивизии
| Период               | Место базирования             |
| -------------------- | ----------------------------- |
| 06.1942 — 09.1947    | Николаевка, Приморский край   |
| 09.1947 — 10.1952    | Хабаровск, Хабаровский край   |
| 10.1952 — 05.1955    | Цзиньчжоу, Китай              |
| 23.05.1955 — 07.1992 | Шпротава, Польша              |
| 07.1992 — 1998       | Смуравьёво, Псковская область |

| МиГ-27 | МиГ-25 | Су-24 |